# Palanka (fortificazione)
Una palanka (pronuncia turca: paˈɫaŋka]), conosciuta anche come parkan nell'Ungheria meridionale e palanga, era una fortificazione in legno utilizzata dall'Impero ottomano in modo estensivo in alcune regioni dell'Europa sud-orientale, tra cui l'Ungheria, i Balcani e la costa del Mar Nero contro gli stati rivali, in particolare l'Arciducato d'Austria e il Regno d'Ungheria. Tali fortezze in legno potevano essere costruite ed espanse rapidamente e solitamente contenevano una piccola guarnigione. Queste fortificazioni variavano in dimensioni e forma, ma erano principalmente costruite con palizzate. Le palizzate potevano essere adiacenti ad una città e più tardi potevano essere sostituite da una più formidabile fortezza in pietra come nel caso di Uyvar. Le palizzate potevano anche essere costruite come estensione della fortezza principale. Molte fortezze ottomane erano un misto di fortificazioni di tipo palanka e in pietra. Evliya Çelebi descrive la parola palanka anche come una tecnica di muratura in legno.
Alcune palanka si sono sviluppati in insediamenti più grandi e la parola palanga è stata anche usata per descrivere gli insediamenti rurali che hanno origine dalle palanka di Erzincan, nell'Anatolia orientale.

## Etimologia
La parola deriva dall'ungherese "palánkvár" che a sua volta deriva dal Latino medievale "palanca" che significa tronco e che deriva dal greco antico "phálanks" o "phalang" (φάλανξ, φαλαγγ).

## Architettura
La tipica palanka aveva una pianta rettangolare e il suo ingresso poteva essere sorvegliato da una torre di guardia chiamata ağaçtan lonca köşkü. Le mura di una palanka potevano essere costituite da una singola palizzata così come da due file di palizzate, creando un vuoto nel mezzo che viene riempito con terra che poteva essere recuperata dallo scavo dal fossato che circondava la fortificazione, chiamato şarampa, creando così un camminamento protetto. Le palizzate interne ed esterne erano tenute insieme da travi trasversali, le cui estremità erano fissate alle pareti esterne da perni di legno, per contrastare la pressione del riempimento di terra. Per aumentare la resistenza al fuoco dei cannoni, i muri di legno potevano essere rinforzati applicando la malta in una tecnica chiamata horasani palanka. In seguito, si potevano aggiungere edifici militari come i bastioni in cui sono collocati i cannoni, torri, caserme ed edifici civili come locande, piazze di mercato, moschee, cisterne. Infine, una palizzata poteva essere costruita intorno alla palanka come fortificazione secondaria.

## Caratteristiche

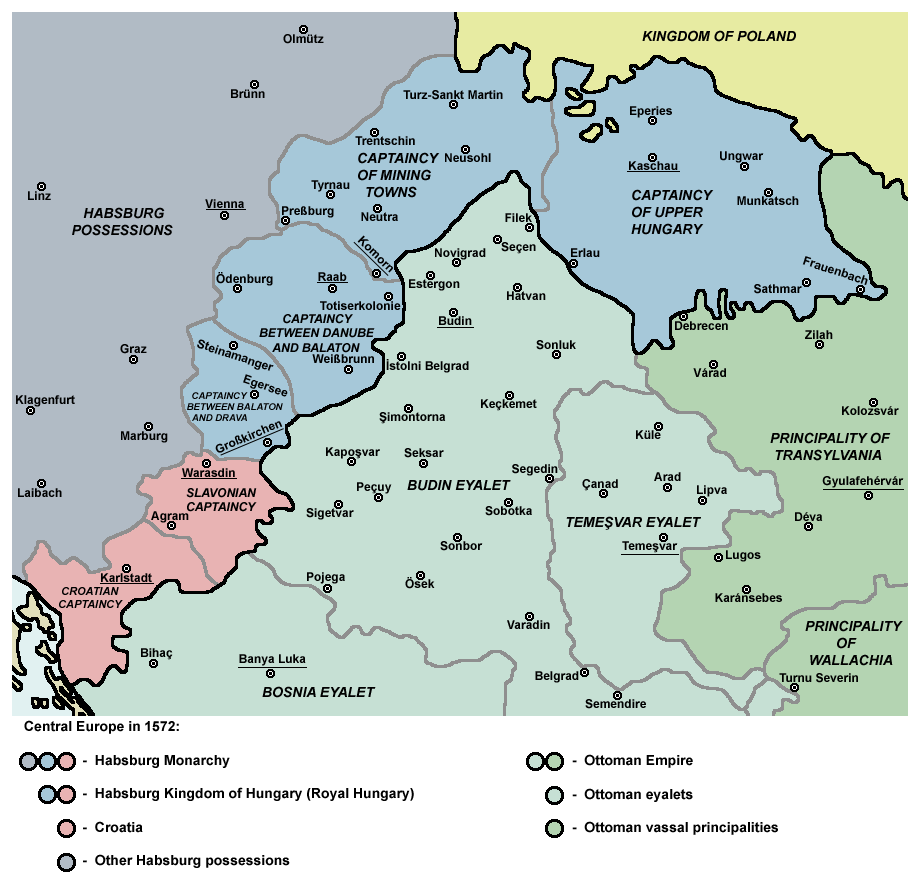
Frontiere e città nell'Ungheria ottomana nel 1572

Le palanka erano la base del sistema di difesa delle frontiere ottomane in Europa ed il loro scopo era quello di proteggere le vie militari e fluviali, che avevano un valore strategico, e i viaggiatori, che passavano per queste vie, contro i saccheggiatori. Queste vie collegavano le palanka, portando così alla creazione di una rete di difesa. Permettevano anche un'efficace comunicazione tra le aree strategiche. Quando gli ottomani raggiunsero il limite delle loro conquiste in Europa, utilizzarono queste strutture per stabilizzare la frontiera.
Anche se le palanka non erano indistruttibili da sole, erano strutture interconnesse, e se un esercito troppo forte per resistere attaccava, le forze degli altri palankas venivano in loro aiuto. Le pareti di legno delle palankas erano difficili da incendiare poiché erano riempite di terra; e i pali usati per costruirle erano umidi. La maggior parte delle truppe nelle palanka erano degli azap e una palanka funzionante in un territorio di frontiera poteva avere un rapporto maggiore di truppe di cavalleria rispetto ad una fortezza difesa da cannoni.
Le palanka hanno mostrato somiglianze con il sistema dei limes romano. Nel periodo pre-ottomano, c'erano delle fortificazioni, dove venivano costruiti le palanka, e dopo le conquiste queste fortificazioni furono ricostruite con caratteristiche ottomane notevoli. A causa del loro aspetto improvvisato poche palanka sopravvivono oggi, ma le ricerche mostrano che questo tipo di strutture sono state utilizzate tra il XIV e la fine del XIX secolo.

## Havale

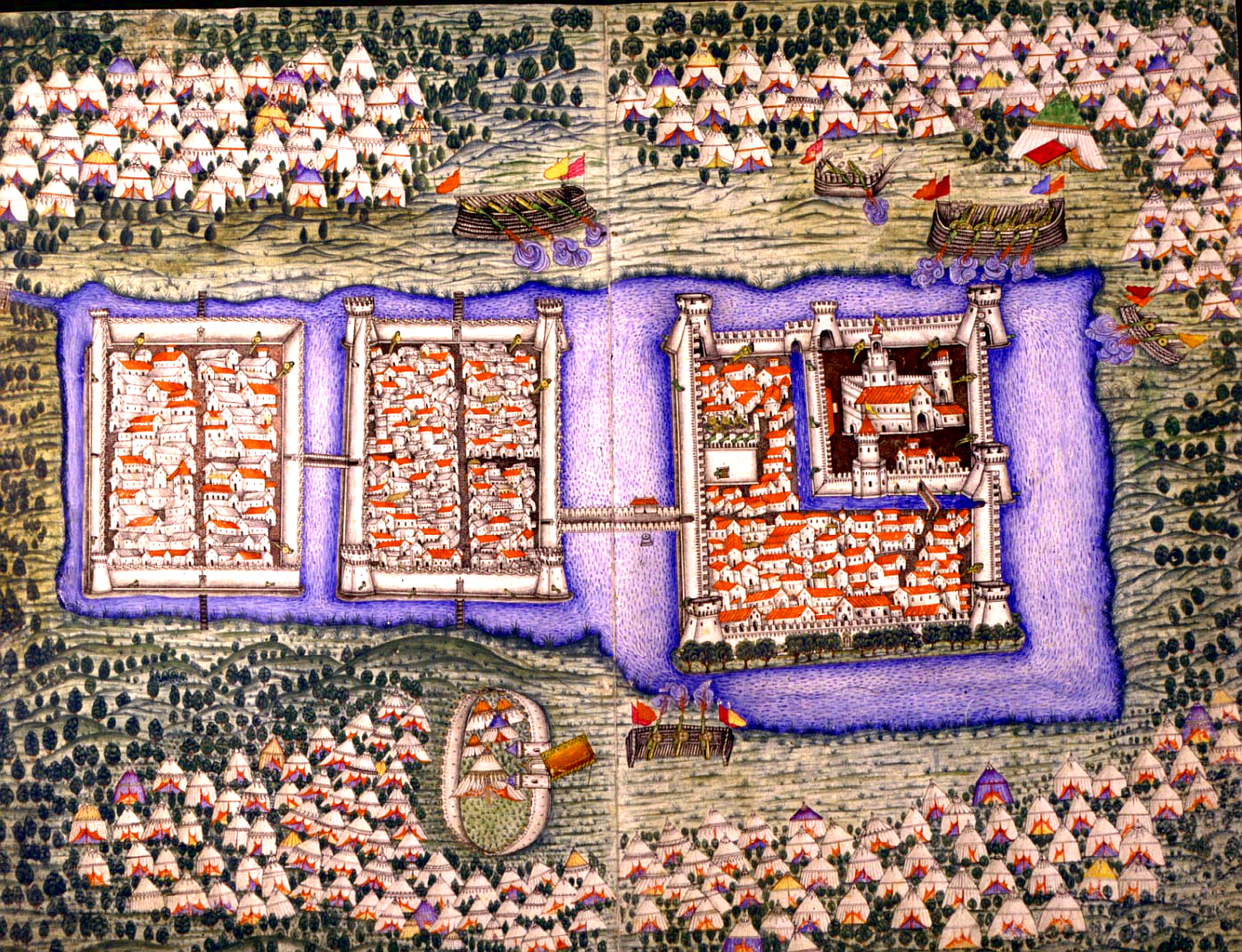
Fortificazione in legno di tipo Havale, in cui è collocata l'artiglieria, può essere vista circondare la città, Assedio di Szigetvár (1566).

Havale, che è la fortificazione a cui si ispira la palanka, fungeva da base per le truppe e l'artiglieria durante gli assedi della prima epoca ottomana. Lo storico ottomano del XV secolo Aşıkpaşazade menziona che questo tipo di fortezze furono costruite durante l'assedio di Bursa (1326). Forti di tipo Havale furono costruiti anche durante l'assedio di Sivrihisar contro il Beilicato di Karaman, e a Giurgiu durante la campagna in Ungheria (1435-36) di Murad II.

## Città correlate

### Serbia
- Bačka Palanka
- Smederevska Palanka
- Bela Palanka
- Brza Palanka
- Banatska Palanka

### Macedonia del Nord
- Kriva Palanka